# Komet de Vico
Komet de Vico (uradna oznaka je 122P/de Vico) je periodični komet z obhodno dobo okoli 74,4 let. 
Komet pripada Halleyjevi družini kometov  .
Komet spada tudi med blizuzemeljska telesa.

## Odkritje
Komet je odkril italijanski astronom Francesco de Vico 20. februarja 1846 na Observatoriju Collegio Romano v Rimu, Italija.